# Connor Roberts
Connor Roberts, né le 23 septembre 1995 à Neath, est un footballeur international gallois qui évolue au poste de défenseur au Burnley FC.

## Biographie

### En club
Formé à Swansea City, Connor Roberts est prêté pour un mois initial à Yeovil Town le 8 août 2015. Il fait ses débuts sous le maillot de Yeovil le même jour face à Exeter City. Le prêt du Gallois est une première fois prolongé jusqu'au mois de janvier, puis jusqu'à la fin de la saison. Roberts prend part à cinquante-quatre matchs toutes compétitions confondues avec le club de D4 anglaise avant de réintégrer l'effectif des Swans en juin 2016.
Le 25 août 2016, Connor Roberts est de nouveau cédé en prêt, cette fois pour six mois aux Bristol Rovers. Il ne joue que cinq matchs et retrouve son club formateur dès le mois de décembre 2016.
Le 14 juillet 2017, le défenseur gallois est prêté pour une saison au Middlesbrough FC. Roberts ne joue que trois matchs de coupe et un match de championnat avec Boro en l'espace de six mois et est rappelé de son prêt en janvier 2018.
De retour à Swansea City, il dispute sa première rencontre avec les Swans à l'occasion d'un match de Coupe d'Angleterre contre Wolverhampton (0-0) le 6 janvier 2018. Une semaine plus tard, il prend part à son premier match de Premier League face à Newcastle United (1-1).
Le 1er février 2024, il est prêté au Leeds United.

### En sélection
International gallois en catégorie des moins de 19 ans puis des espoirs, Connor Roberts honore sa première sélection avec le pays de Galles A lors d'un match amical face à l'Uruguay le 26 mars 2018 (défaite 0-1).
Roberts dispute sa première compétition internationale lors de l'Euro 2020 dans laquelle il inscrit un but face à la Turquie au premier tour. 
Le 9 novembre 2022, il est sélectionné par Rob Page pour participer à la Coupe du monde 2022.

## Statistiques
| Saison                | Club                    | Championnat           | Championnat | Championnat | Coupe(s) nationale(s) | Coupe(s) nationale(s) | Play-offs | Play-offs | Pays de Galles | Pays de Galles | Total | Total |
| Saison                | Club                    | Division              | M.          | B.          | M.                    | B.                    | M.        | B.        | M.             | B.             | M.    | B.    |
| 2017-2018             | Swansea City            | Premier League        | 4           | 0           | 7                     | 0                     | -         | -         | 2              | 0              | 13    | 0     |
| 2018-2019             | Swansea City            | Championship          | 45          | 5           | 4                     | 0                     | -         | -         | 8              | 1              | 57    | 6     |
| 2019-2020             | Swansea City            | Championship          | 38          | 1           | 2                     | 0                     | 2         | 0         | 6              | 0              | 48    | 1     |
| 2020-2021             | Swansea City            | Championship          | 46          | 5           | 2                     | 0                     | 2         | 0         | 4              | 0              | 54    | 5     |
| Sous-total            | Sous-total              | Sous-total            | 133         | 6           | 15                    | 0                     | 4         | 0         | 20             | 1              | 172   | 7     |
| 2015-2016             | Yeovil Town (prêt)      | League Two            | 45          | 0           | 9                     | 0                     | -         | -         | -              | -              | 54    | 0     |
| 2016-2017             | Bristol Rovers (prêt)   | League One            | 2           | 0           | 3                     | 0                     | -         | -         | -              | -              | 5     | 0     |
| 2017-2018             | Middlesbrough FC (prêt) | Championship          | 1           | 0           | 3                     | 0                     | -         | -         | -              | -              | 4     | 0     |
| Sous-total            | Sous-total              | Sous-total            | 48          | 0           | 15                    | 0                     | -         | -         | -              | -              | 63    | 0     |
| 2021-2022             | Burnley FC              | Premier League        | 21          | 1           | 1                     | 0                     | -         | -         | 4              | 0              | 26    | 1     |
| 2022-2023             | Burnley FC              | Championship          | 43          | 4           | 7                     | 1                     | -         | -         | 8              | 0              | 58    | 5     |
| 2023-2024             | Burnley FC              | Premier League        | 14          | 0           | 2                     | 0                     | -         | -         | 5              | 0              | 21    | 0     |
| Sous-total            | Sous-total              | Sous-total            | 78          | 5           | 10                    | 1                     | 0         | 0         | 17             | 0              | 105   | 6     |
| Total sur la carrière | Total sur la carrière   | Total sur la carrière | 258         | 11          | 40                    | 1                     | 4         | 0         | 37             | 1              | 339   | 13    |

## Palmarès

### En club
- Burnley FC
  - Champion d'Angleterre de deuxième division en 2023 et 2025.

### Distinction personnelle
- Membre de l'équipe-type de D2 anglaise en 2023.